# Загорские говоры

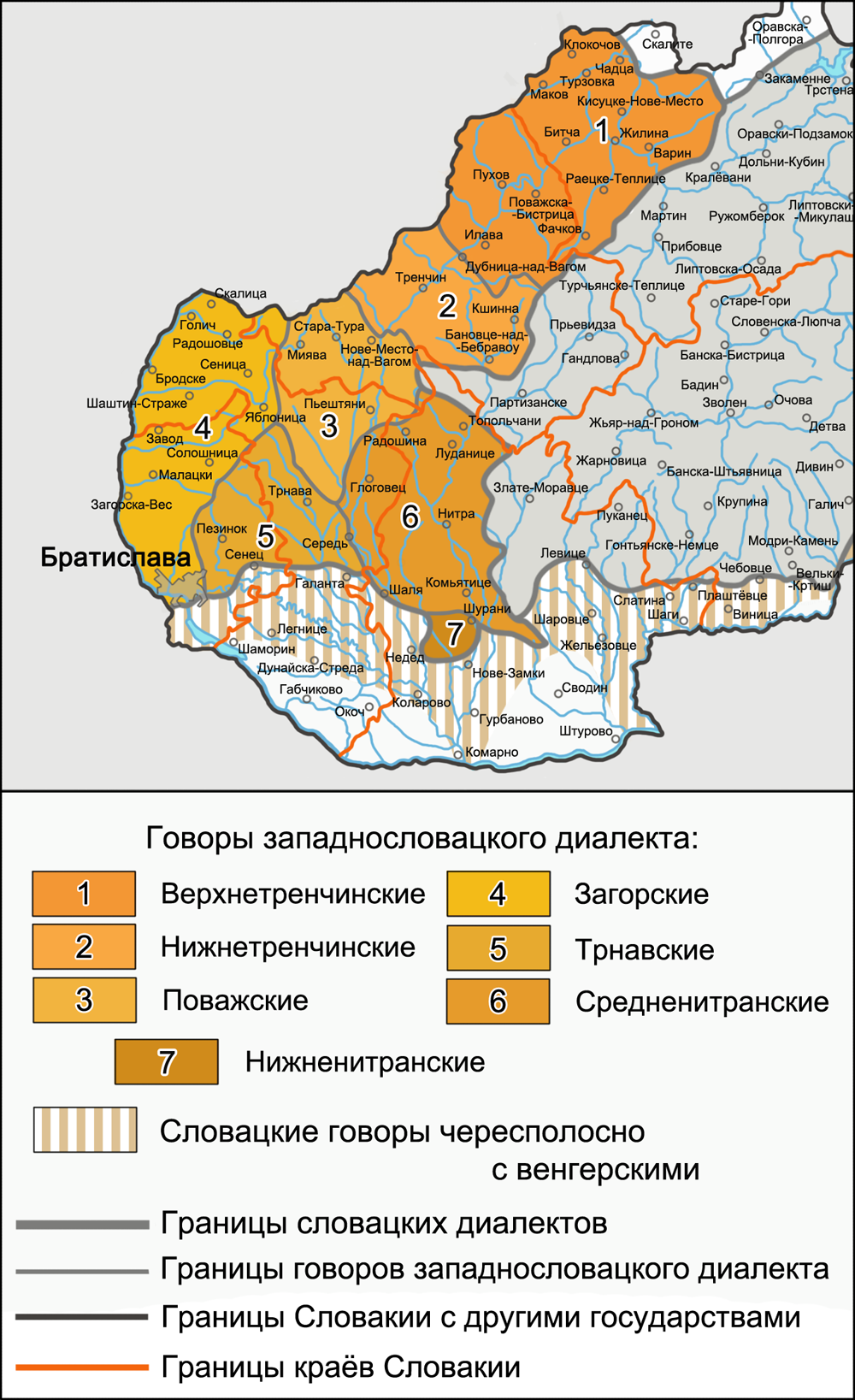
Загорские говоры на карте западнословацкого диалекта

За́горские го́воры (также загорский диалект; словац. záhorské nárečie) — говоры западнословацкого диалекта, распространённые в западной и юго-западной частях западнословацкого диалектного ареала (на территории исторической области Загорье). Входят вместе с трнавскими в число юго-западных западнословацких говоров согласно классификации, опубликованной в «Атласе словацкого языка» (Atlas slovenského jazyka), по другим классификациям загорские говоры включают в число южных западнословацких говоров или выделяют в отдельную группу в пределах западнословацкого диалекта.
Ряд диалектных черт загорских говоров является древним по происхождению, начало обособления Загорья от остального западнословацкого ареала относят уже к праславянскому периоду.
Для загорских говоров характерны такие диалектные особенности, неизвестные другим западнословацким говорам, как частое отсутствие оглушения звонких согласных в абсолютном конце слова (stoh, dub, raz) и противопоставление l (из l’) и u̯ (из l). По целому ряду диалектных признаков (некоторые из которых имеют общезападнословацкий характер) загорские говоры сближаются с трнавскими: отсутствие дифтонгов; отсутствие ритмического закона; отсутствие билабиального u̯, коррелирующего с v и т. д. Также ряд фонетических и морфологических черт объединяет загорские говоры с чешским языком и противопоставляет их остальным говорам словацкого языка, в наибольшей степени близки чешскому из загорских скалицкие говоры, ареал которых размещается в окрестностях города Скалица.
Диалектные особенности загорских говоров встречаются в произведениях современных словацких литераторов, они используются для создания местного колорита и характеристики персонажей. В частности, широкое использование языковых черт загорских говоров характерно для творчества Ш. Моравчика (Š. Moravčík). Местные говоры используются также в театральных постановках — на сцене Загорского театра в городе Сеница ставилась пьеса Й. Грегора-Тайовского (J. Gregor Tajovský) «Женский закон» (Ženský zákon), переведённая на загорский говор Ш. Моравчиком.

## Классификация
В современной словацкой диалектологии в классификации, представленной в «Атласе словацкого языка», 1968, загорские говоры вместе с трнавскими относятся к юго-западным говорам в составе западнословацкого диалекта и противопоставляются юго-восточным — средненитранским и нижненитранским, а также северным — верхнетренчинским, нижнетренчинским и поважским. На диалектологической карте И. Рипки (Ivor Ripka), 2001, из «Атласа населения Словакии» (Atlas obyvatel’stva Slovenska) загорские говоры вместе с трнавскими, поважскими и нижненитранскими относятся к говорам южного региона в составе западнословацкого макроареала и противопоставляются говорам северного региона — верхнетренчинским, нижнетренчинским и кисуцким. Существует также классификация, опубликованная в издании Encyklopédia jazykovedy, 1993, согласно которой загорские говоры противопоставляются как северным, так и южным говорам западнословацкого диалекта, представляя обособленное диалектное объединение.
В составе загорских говоров в их крайне северо-западном ареале выделяют скалицкие говоры (в районе города Скалица).

## Ареал и название

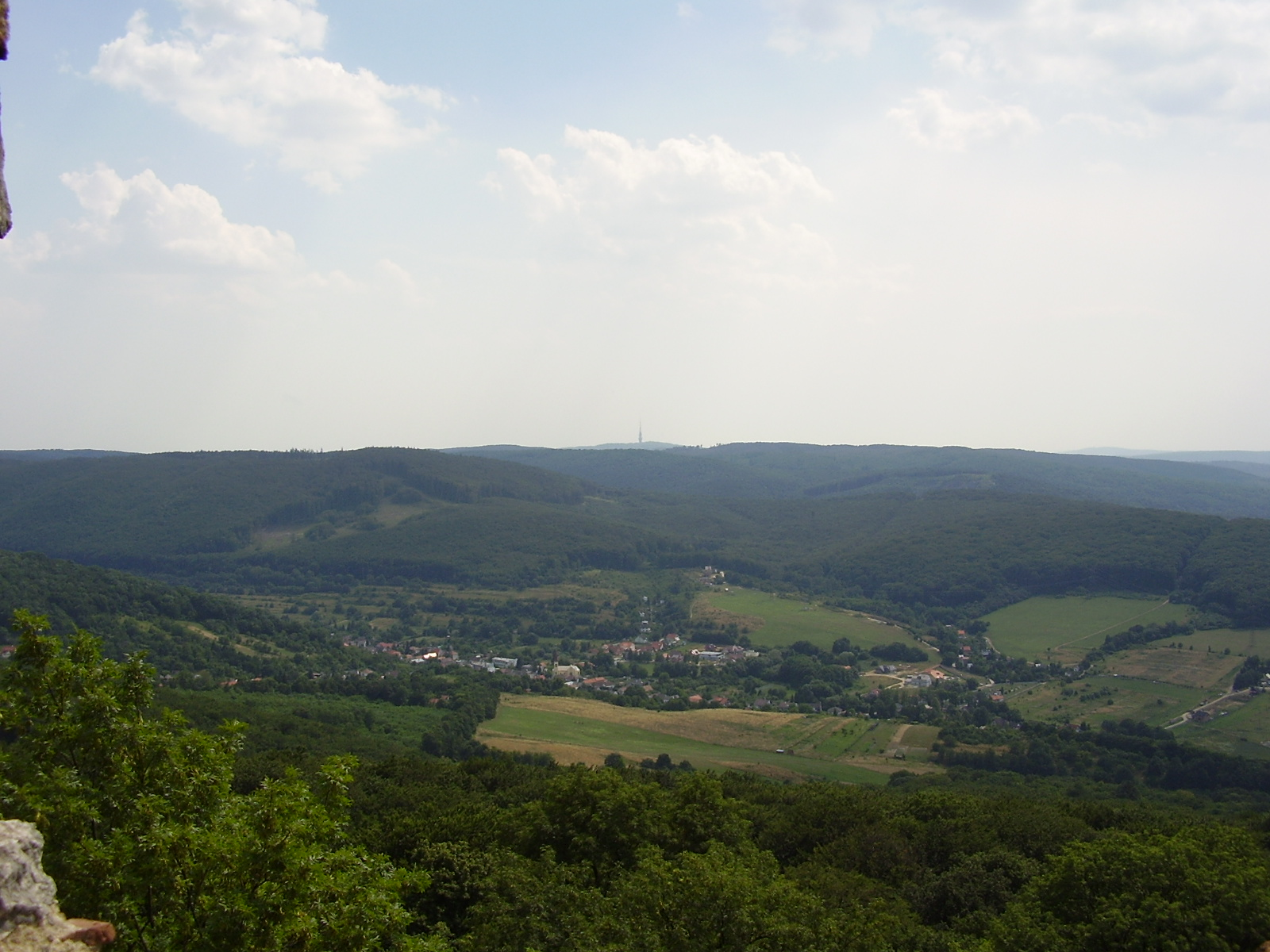
Один из районов Загорья
(в окрестностях села Боринка)

Загорские говоры распространены в западных районах Словакии на границе с Чехией и Австрией на территории исторической области Загорье (между Малыми и Белыми Карпатами). По современному административно-территориальному делению Словакии Загорье расположено в западных и центральных районах Братиславского края и северо-западных районах Трнавского края. Наиболее крупные города в области распространения загорских говоров — Малацки, Сеница и Скалица.
С запада и юго-запада к ареалу загорских говоров примыкает область распространения немецкого языка в Австрии, с северо-запада — с южным (словацким) диалектом восточноморавской (моравско-словацкой) диалектной группы. На северо-востоке загорские говоры граничат с поважскими говорами (прежде всего с миявскими), на юго-востоке — с трнавскими говорами западнословацкого диалекта (с собственно трнавскими и модранскими). На юге к ареалу загорских говоров примыкает область словацких диалектно разнородных говоров и область распространения венгерского языка.
Загорские говоры распространены не только среди жителей сельской местности Загорья, диалектные особенности сохраняются также в разговорном языке жителей городов. В том числе и в пригородах Братиславы — в Раче и Вайнори, в самой Братиславе загорские говоры не функционируют, но оказывают некоторое влияние на разговорную речь жителей города.
Название загорских говоров в отличие от большинства других словацких говоров не связано с названием какого-либо из комитатов Венгерского королевства, так как данные говоры сложились в разных частях разных комитатов (на северо-западе Прешпорского и северо-западе Нитранского). Загорские говоры получили своё название по названию географической и исторической области Загорье (расположенной за Карпатской дугой, то есть «за горами»), в которой они сформировались в некотором обособлении от других западнословацких говоров.

## История

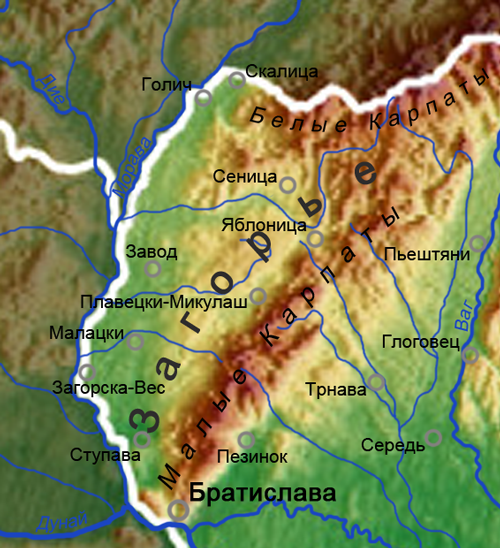
Загорье, изолированное Малыми Карпатами от остальной Словакии

Начало формирования современных загорских говоров относится ко времени праславянского периода, в процессе своего развития говоры Загорья переживали языковые изменения, которые выделили их как среди западнословацких говоров (и юго-западных говоров западнословацкого ареала), так и среди всего словацкого ареала, и отчасти сблизившие загорские говоры с чешским языком. Между тем, значительная часть языковых процессов, связанных с формированием загорских говоров, протекала в русле общесловацких и общезападнословацких тенденций языкового развития.

Говоры, распространённые за Малыми Карпатами, лёгшие в основу современных загорских говоров, как и все остальные говоры празападнословацкого диалекта, уже в эпоху распада праславянского языка (в VI—VII веках) характеризовались языковыми чертами, отличавшими их от прасреднесловацкого диалекта и сближавшими с правосточнословацким диалектом. В число данных черт включают: сохранение групп tl, dl или изменение их в ll (исключая причастия на -l); изменение групп *orT-, *olT- при циркумфлексной интонации в roT-, loT-; изменение ch в š по второй палатализации и т. д.
В этот же период по ряду признаков, часть из которых сходна с чертами чешского языка, выделились говоры Загорья, при этом обособившись не только от других говоров празападнословацкого диалекта, но и от говоров всего остального прасловацкого ареала. К числу этих древних диалектных особенностей относятся:
- наличие группы *jь- в начале слова (jehla, jiskra), в остальных прасловацких говорах в начале слова отмечается гласная i- (ihla, iskra);
- сохранение редуцированных гласных после плавного (krev, blecha) — в других прасловацких говорах — развитие слоговых сонорных согласных (kr̥v, bl̥cha);
- наличие непоследовательно изменившихся сочетаний dj > c > z: núza, hovɪ̯azí / hovɪ̯ezí, но cuʒí, háʒat, противопоставляемых сохранению затвора в аффрикате ʒ: núʒa, hoväʒí / hoveʒí, cuʒí, háʒat’ / háʒac / háʒat;
- предположительное распространение у существительных в форме творительного падежа единственного числа o-основ флексии ъmь, выраженное в наличии в современных загорских говорах форм типа domem, mestem — в других прасловацких говорах — распространение флексии omь (domom, mestom).

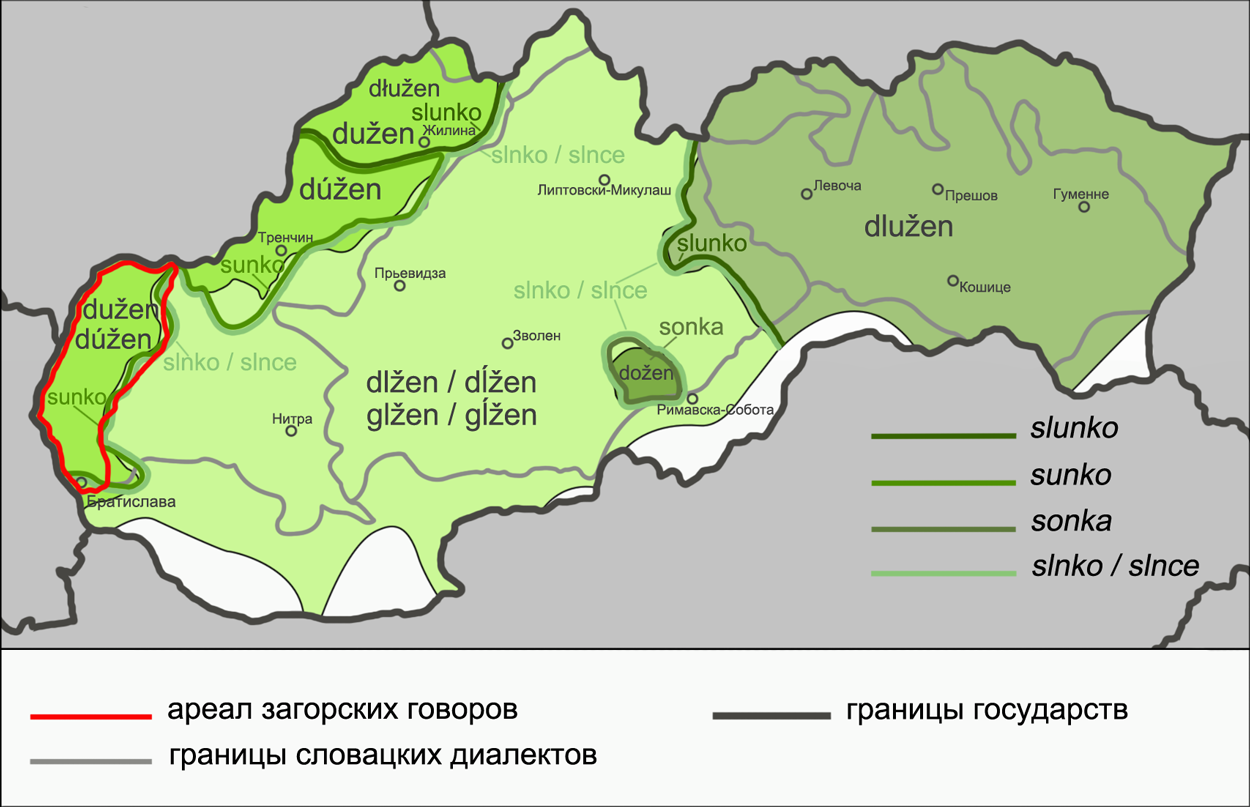
Загорский ареал на карте распространения континуанта плавного l̥ в словах dlžen и slnko

Ещё одна древняя диалектная черта выделила часть празападнословацких говоров, на основе которых развились современные загорские, а также верхнетренчинские и нижнетренчинские говоры, и все говоры правосточнословацкого диалекта, которые обособились от остальных празападнословацких и всех прасреднесловацких говоров в результате того, что в них сохранились сочетания язычного согласного и редуцированного с плавным l, изменившегося впоследствии в сочетание lu (dluh, slunko), в то время как в прасреднесловацком и празападнословацком (без северных и крайне западных говоров) диалектах в данных сочетаниях развились слоговые (dl̥h, sl̥nko).
Языковые изменения в загорских говорах протекали как правило одинаково с изменениями в празападнословацком и остальных прасловацких диалектах в VIII—IX веках (сохранение сочетаний *kv-, *gv- в начале слова перед *ě; отсутствие l эпентетического после губных согласных p, b, m, v на стыке морфем на месте праславянских сочетаний губного с *j; изменение праславянских сочетаний *tj, *dj в свистящие согласные c, dz и т. д.) и в X—XI веках (результаты изменения *g по первой палатализации, а также сочетаний *dj, *gj; краткость на месте старого акута и т. д.).
Кроме того, языковые процессы X—XI веков вели к обособлению празападнословацкого диалекта (и вместе с ним говоров, лёгших в основу современных загорских говоров) зачастую вместе с правосточнословацким диалектом от прасреднепрасловацкого ареала. Часть из этих процессов была обусловлена различиями в относительной хронологии контракции, деназализации и падения редуцированных в разных диалектах. К ним относятся:
- последовательная реализации контракции;
- отсутствие развития ритмического закона;
- изменение редуцированного непереднего ряда ъ в гласный переднего ряда e, не смягчающий предшествующий согласный и изменение редуцированного переднего ряда ь в гласный e, смягчающий предшествующий согласный.

Как и все говоры западнословацкого диалекта загорские говоры оказались вне процесса возникновения долгого тематического гласного в результате рецессии ударения в формах глаголов 2-го лица единственного числа настоящего времени (формы bereš, vedeš в западнословацком и восточнословацком диалектах, формы beri̯eš, vedi̯eš в среднесловацком). Вне процесса возникновения новоакутовой долготы в результате рецессии ударения в формах именительного и винительного падежей множественного числа существительных среднего рода среди говоров западнословацкого диалекта оказались только загорские говоры (формы mesta, ʒífčata в загорских говорах, формы mestá, di̯eu̯čatá / défčatá / ʒi̯éu̯čatá в остальных западнословацких говорах и среднесловацком диалекте). Близкие к данному типу языковые изменения выделяют загорские говоры среди остальных говоров западнословацкого диалекта: наличие долгих гласных на месте старого акута (kráva, sláma); наличие у существительных женского и среднего рода в формах родительного падежа множественного числа в корне слова гласного, в котором не возникла долгота (žen, hor). Кроме того процесс появления возникшей в результате рецессии ударения новоакутовой долготы был осуществлён в причастиях на l-, образованных от глагола с основой инфинитива на согласный, он охватил все западнословацкие говоры, включая и загорские.
Явление, сходное с дифтонгизацией, в празападнословацком диалекте, протекавшее в XII—XIII века, характеризовалось непоследовательностью, образовавшиеся в результате этого языкового процесса сочетания гласных (из é, ó) в юго-западных (включая и загорские) и юго-восточных западнословацких говорах позднее подверглись монофтонгизации: bílí, kóň (как и в чешском языке) при среднесловацких bi̯eli, ku̯oň.
Также в XII—XIII веках в загорских, как и в остальных западнословацких говорах (исключая центральные), произошла ассибиляция — изменение t’ > c, d’ > ʒ, при этом в южных западнословацких говорах ассибиляция осуществилась в позиции перед гласным e из ě и частично из ę (ʒeci, deň), в то время как в северных западнословацких и в восточнословацких говорах — перед гласным e любого происхождения, кроме e < ь (ʒeci, ʒeň).
Вместе со всеми западнословацкими говорами загорские пережили процесс изменения билабиального w в лабиодентальный v.
В XIV—XV веках в западнословацком диалекте произошёл процесс утраты корреляции согласных по твёрдости / мягкости, следы которой сохранились в загорских говорах в виде йотации губных гласных перед e из ě, ę и a из ę долгого: kvi̯et, bi̯ežat’, vi̯etr̥, rozumi̯et, robi̯á, zarabi̯at.
Начиная с XV века каких-либо существенных языковых изменений, охватывающих загорские говоры в целом (в том числе и изменений общезападнословацкого характера), больше не происходило.

## Особенности говоров

### Западнословацкие диалектные черты
Загорские говоры разделяют большинство диалектных особенностей, характерных для западнословацкого диалекта в целом, в их числе отмечаются следующие фонетические черты:
1. Наличие фонологически долгих гласных при отсутствии дифтонгов в большей части говоров: собственно долгие гласные á, í, ú; соответствующие среднесловацким дифтонгам исконные долгие монофтонги é, ó, á и монофтонгизировавшиеся или распавшиеся дифтонги.
2. Отсутствие закона ритмического сокращения слога (закона слоговой гармонии, согласно которому в слове не могут следовать друг за другом два слога с долгими гласными): xválím «я хвалю», krásní и т. п.
3. Тенденция к утрате парных мягких согласных — их полное отсутствие или наличие только одной пары по твёрдости / мягкости n — ň.
4. Палатализация согласных в позициях перед e из ě или ę.
5. Инициальное ударение, всегда падающее на первый слог.

Среди западнословацких фонетических черт отмечаются также праславянские рефлексы:
1. Наличие в большинстве случаев на месте праславянских сочетаний *orT-, *olT- не под акутовым ударением roT-, loT-: rokita, rost’em, vloňi и т. п.
2. Сохранение сочетаний tl, dl или изменение их в ll (исключая причастия на -l): krídlo / kríllo, šidlo / šillo.
3. Изменение согласного ch в š по второй палатализации: Češi, mňíši и т. п.
4. Изменение сочетания редуцированных с плавным l̥ (tьlstъ) в позиции между двумя согласными, один из которых язычный, в сочетание lu (tlust).
5. Изменение редуцированного в сочетаниях trъt, tlъt, trьt, tlьt в гласный полного образования: krest, blexa и т. п.

Кроме того к западнословацким фонетическим чертам относится более позднее диалектное явление — вокализация редуцированных ь, ъ в сильной позиции с образованием на их месте e: deska «доска», kotel «котёл», oves «овёс», ocet «уксус», statek «скот», ven «вон», «вне» и т. п., а также другие диалектные черты.
К числу морфологических западнословацких черт относят:
1. Наличие контракции в формах творительного падежа единственного числа существительных и прилагательных женского рода и некоторых местоимений (s dobrú ženú / ženu, s tebú / s tebu) и именительного и винительного падежей единственного числа прилагательных среднего рода (dobré).
2. Распространение окончания -o у существительных среднего рода в форме именительного и винительного падежей единственного числа с фуннкционально мягким согласным в конце основы: líco, srco, vajco, pleco и т. п. или -é, -í: obilé / obilí, znameňé / znameňí.
3. Распространение в большей части говоров окончания -u у одушевлённых существительных на a в форме родительного падежа единственного числа: gazdu, sluhu, при наличии окончания -iв крайне западных говорах западнословацкого ареала: gazdi, sluhi.
4. Наличие окончаний, содержащих гласный порядка e (-i̯e / -é / -i̯é, -ovi̯e / -ové / -ovi̯é) у одушевлённых существительных мужского рода в форме именительного падежа множественного числа: lud’i̯e / ludé / ludi̯é; sinovi̯e / sinové / sinovi̯é; rodičé / rodiči̯e и т. п. При этом в данных формах, образованных от существительных с основой на x при помощи флексии -i, в западном ареале западнословацкого диалекта (куда входят и загорские говоры) происходит чередование x — š (mňíx — mňíši), тогда как в восточном ареале — чередование x — s (mňíx — mňísi).
5. Наличие нестяжённых форм родительного и дательного падежей единственного числа притяжательных местоимений 1-го и 2-го лиц: tvojého / tvojjého; tvojému / tvojjému.

### Местные диалектные черты
Также в языковую систему загорских говоров включаются ряд собственных местных диалектных черт, которые противопоставляют данные говоры всему западнословацкому ареалу. В их числе отмечаются такие, как:
1. Частое отсутствие оглушения звонких согласных в абсолютном конце слова: stoh, dub, raz, sad и т. п.
2. Противопоставление l (из l’) и (из l), возникшее из прежнего между мягким l’ и твёрдым l: robiu̯a, mu̯adí — robili, košela и т. д. При этом в начале слога билабиальное u̯ сливается с краткой u или долгой ú: úskám (из lúskám), hoúb (из holub) и т. п.

#### Черты, общие с чертами трнавских говоров
Ряд диалектных признаков является общим для загорских и трнавских говоров, объединяемых в группу юго-западных западнословацких говоров, при этом часть данных признаков может являться характерной для всего западнословацкого диалекта в целом (но отсутствовать в тех или иных говорах). В числе данных диалектных особенностей (в сравнении с другими говорами западнословацкого диалекта) отмечаются:
1. Отсутствие дифтонгов в системе вокализма: létat, kúň, písek, rozumím, peňíze, zajíc и т. п. В пределах западнословацкого ареала дифтонги широко представлены в верхнетренчинских и менее широко в нижнетренчинских и поважских говорах (как следствие влияния среднесловацкого диалекта).
2. Отсутствие закона ритмического сокращения слога: poléfkáx, vojákú, devátí и т. п. Наличие ритмического закона характерно для подвергшихся значительному среднесловацкому влиянию верхнетренчинских и восточных нижнетренчинских говоров. Как правило ритмический закон не действует в средненитранских говорах.
3. Ассибиляция согласных t’ и d’ (изменение в c’ и ʒ’ с последующим отвердением) перед исконным i и e < ě и частично ę: ʒeʒina, ʒeci, cícit, ʒekovat — idete, otec, ludé, tenkí. В северных западнословацких говорах ассибиляция реализуеся перед e любого происхождения, кроме рефлекса ъ, а также в форманте инфинитива, при этом в нижнетренчинских говорах отмечается наличие мягких t’ и d’, а в поважских чаще всего представлены отвердевшие t и d. Ассибиляция согласных t’ и d’ не осуществилась в нижненитранских говорах.
4. Отсутствие билабиального u̯, чередующегося с лабиодентальным v. В позиции конца слога перед глухим согласным и в абсолютном конце слова представлена согласная f. Билабиальный u̯ в позиции конца слога отмечается в восточных нижнетренчинских говорах; наряду с v встречается в поважских говорах; отсутствует в средненитранских говорах, в которых представлена v, не имеющая пары по глухости.
5. Наличие одушевлённых существительных в форме именительного падежа множественного числа с флексиями, содержащими гласный порядка e: sinové, mužové, ludé, susedé и т. п. В верхнетренчинских говорах отмечаются формы типа sinovi̯a, braci̯a, l’uʒi̯a, zacovi̯a; в нжнетренчинских — siňi̯é, gazdovi̯é; в поважских — sinovi̯é / sinové, ludi̯é / ludé (в миявских — sinovi̯a, ludi̯a); в средненитранских — sinová, lud’á.
6. Распространение прилагательных твёрдой разновидности склонения в форме предложного падежа единственного числа с флексией -ém: o dobrém, o pjekném и т. п. Для верхнетренчинских говоров характерны формы предложного падежа с флексиями -ém, -i̯em — o mojém / o mojem, o dobrém, o naši̯em; в западных нижнетренчинских говорах распространены формы предложного падежа с флексиями -em, в восточных говорах наряду с флексей -ém используется флексия -om — o dobrém / o dobrom, o kerém / o kerom, но только o mojjém, o naši̯ém; в средненитранских отмечается флексия -om — o dobrom, o cuʒom
7. Совпадение флексий в формах косвенных падежей числительных: bes pjeci, k pjeci, o pjeci.
8. Распространение причастий мужского рода на -l со вставным гласным -e-: padeu̯, moheu̯, neseu̯ и т. п. При образовании причастия -l от глаголов с основообразующим суффиксом -i- происходит сохранение этого суффикса: robiu̯, variu̯, žiu̯ и т. п. В верхнетренчинских говорах распространены формы причастий мужского рода на -l типа spadol, в южных верхнетренчинских говорах при образовании данных причастий используется вставной -e- — spadel; в нижнетренчинских говорах на востоке отмечаются формы причастий со вставным гласным -o- (padou̯, mohou̯), на западе — с -e- (padel, mohel). Формы причастий со вставным гласным -o- встречаются также в восточной части территории распространения трнавских говоров — padól, mohól, nésol. При образовании причастия -l от глаголов с основообразующим суффиксом -i- указанный суффикс заменяется на -e- в поважских говорах (наиболее последовательно в формах причастий мужского рода) — kúpeu̯ / kúpel, zastreleu̯ / zastrelel и в средненитранских говорах (только в формах причастий мужского рода) — robev, skočev, žev.

#### Черты, общие с чертами чешского языка
Некоторые из языковых черт совпадают с соответствующими чертами чешского языка — в ряде случаев такое сходство может быть лишь частичным.
1. Наличие долгого гласного на месте старого акута, а также йотация губных перед e из ě, аналогичная чешской, а также перед a из ę.
2. Отсутствие слоговых согласных на месте праславянских сочетаний плавных с редуцированными, а также редуцированных с плавным l в позиции после язычного согласного, при наличии слогового r̥ в абсолютном конце слова: vjetr̥, švagr̥ litr̥; krest, bu̯exa, dužen, tustí, stúp, túcit и т. п.
3. Наличие в начале слова группы str-, противопоставляемой сочетанию čre- / čere- в остальных говорах словацкого языка: strep, strešňa и т. п.
4. Омонимия форм прилагательных женского рода мягкой разновидности и местоимения 3-го лица женского рода: bez starší sestri, r starší sestre, na starší sestru; od ňi, k ňi, od ňi — s ňú, za ňu.
5. Омонимия форм существительных среднего рода на -ie: znameňí / znameňe, znameňí / znameňa.
6. Наличие у существительных мужского и среднего рода в форме творительного падежа единственного числа флексии -em: otcem, polem, oknem, sinem и т. п.
7. Употребление вопросительного местоимения co.
8. Употребление отрицательного местоимения nic.

## Пример текста
Пример текста на одном из загорских говоров:
Ve Stupavje a v Máste sa vihlasuje Deň zelá a s ním títo regule: zakazuje sa dnes a zajtra hňogat a druhích do roboti honit, zakazuje sa zahlédat, morútmi ostat a druhím príki robit, zakazuje sa závidzet, blednút a červení od jedu ostat, zakazuje sa chudnút, diéti držat, druhím šmak do jedzeňá kazit a reči trúsit, že negdo je tenkí jak rúčka od motiki a negdo zas vižratí, zakazuje sa nad burčákem a vínem nos ohŕňat a druhích sledovat, kolko čeho vypili, a viprávjat o ních, že slopú jak zadarmo, zakazuje sa dzeci do postele honit, čertem, peklem, súsedma a žandárma strašit, šeckím, co predávajú sa zakazuje do očú a do ušú šidzit, ludzí okrádat, ceni kazit a dane zatajovat, šeckím dokopi sa prikazuje dobrú vúlu spúsobama udržovat.